# دو دختر در برف
دو دختر در برف نام یک نقاشی رنگ روغن است که توسط هنرمند هلندی اسحاق اسرائیلز کشیده شده‌است. این اثر از اسرائیلز در سال ۱۹۰۴ برای مجموعه خصوصی دریک-فریزر در لندن خریداری شد و در سال ۱۹۱۷ به موزه ملی آمستردام در آمستردام اهدا شد. موزه این اثر را در سال ۱۹۴۴ خرید.